# José María Alcácer Martínez
José María Alcácer Martínez (Aldaia, Horta de València, 1899 - Madrid, 1994) fou un compositor i organista valencià. Va estudiar al Conservatori de València i va ingressar al Seminari Conciliar d'aquesta ciutat. A Madrid va continuar la carrera eclesiàstica, s'hi va ordenar sacerdot i hi va estudiar composició amb Emilio Vega i amb Conrado del Campo. L'any 1930 va estudiar a Roma i, a Madrid, va ser l'organista de la basílica de la Milagrosa fins als anys noranta del segle xix.